# Biasini-szálloda

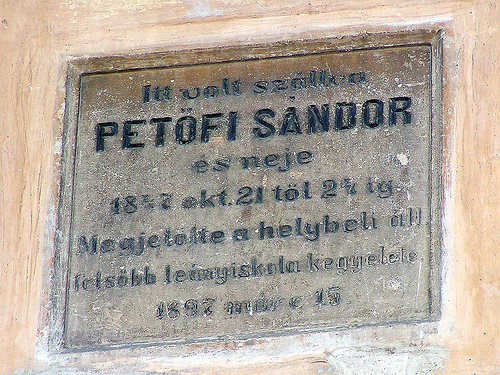
A Petőfi Sándor látogatását megörökítő emléktábla

A kolozsvári Biasini-szálloda a Petőfi (Avram Iancu) utcában, a Házsongárdi temető bejárata mellett található 19. századi épület. A romániai műemlékek  jegyzékében a CJ-II-m-B-07365 sorszámon szerepel.
Gaetano Biasini (1790–1847) vívómesterként került a városba, majd megnősült és polgárjogot szerzett. 1818-ban magán-vívóiskolát nyitott a Redutban, 1824-ben nyilvános vívóiskolát. 1837-ben megvette a Szacsvay-fogadó épületét és szállodává alakította át. Az épület földszintjén kávéház működött, és itt volt a Pesttől Bukarestig közlekedő gyorskocsijáratnak az állomása is. (Az akkor legmodernebbnek számító kocsik a Budapest–Kolozsvár távolságot jó időben három nap alatt tették meg, a jegy ára 17 forint 20 krajcár volt, az árban harminc fontnyi poggyász szállítása is benne foglaltatott.) A szálloda 1840. augusztus 7-én nyílt meg, 1847-ben 31 szobája és tekéző terme volt. 1870-ig a helyi postahivatal is a szállodától bérelt helyiségekben működött.
Itt szálltak meg:
- 1846. november–decemberében Liszt Ferenc
- 1847 októberében Petőfi Sándor és felesége
- 1849 júliusában Nicolae Bălcescu és Cezar Bolliac
- 1853 májusában Jókai Mór

Az 1860-as évektől kezdve több konkurens szálloda (Pannónia, Nemzeti) is épült. A Központi (1891) és a New York (1895) szállodák megjelenésével a Biasini-szálloda lecsúszott, egykori rangját elvesztette. (1895-ben a Biasini szálloda már nem szerepel az országos vendéglátóipari névjegyzékben.) 1913-ban a földszinten orfeum nyílt. 1926 áprilisában az akkori tulajdonos bezárta a szállodát és az orfeumot bezárták, és az épületet bérházzá alakíttatta át.
2007 elején a földszinten La Biasini néven kávéház nyílt.
Krúdy Gyula novellát írt Éjjel a Biasiniben címmel; a Pesti farsang című novellájában pedig megjelenik a szálloda és a gyorskocsi-szolgálat is.